# Троицкая церковь в Вотлажме

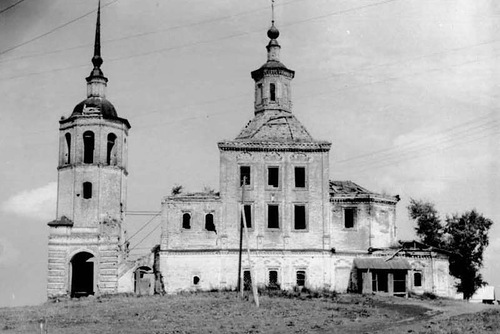
Церковь в советское время

Вотложемско-Троицкая церковь — недействующий храм Троицы Живоначальной на высоком холме (угоре) неподалёку от берега Северной Двины в деревне Выставка (бывшее Часовино) в Котласском районе Архангельской области. Построена в 1753—1778 годах.
Первый храм в Вотлажме был срублен в 1627 году. Устюжские летописи сообщают, что «майя в 20 день, в неделю Всех святых был трус на Двине, и многие люди истрясение земли видели. В то же лето устюжские посадские люди церковные мастера-плотники Сергей Ефимов Головин и Тренка Карпов Головин ставили в Вотложемской волости тёплый храм Троицы Живоначальной, как у Миколы на Приводине тем образцом».
Строительство существующей церкви было закончено в 1778 году. Роспись стен обновлена в начале XX в. священником Н. П. Кычановым. Церковь закрыта в 1932 г., после чего использовалась под клуб и склады. По состоянию на 2016 год церковь не действующая.
До 1940-х гг. церковь окружало кладбище, уничтоженное наряду со многими другими объектами (см. ликвидация кладбищ в СССР).